# Tadeusz Pietrykowski
Tadeusz Pietrykowski (ur. 14 października 1895 w Gorzycach, zm. 1940 w Kijowie) – porucznik piechoty Wojska Polskiego, działacz niepodległościowy, prawnik, prezes Sądu Okręgowego w Katowicach.

## Życiorys
Urodził się 14 października 1895 w Gorzycach, w rodzinie Franciszka (ur. 1869) i Anastazji ze Stafańskich. Był starszym bratem Wincentego (1898–1940), podporucznika lekarza Wojska Polskiego, zamordowanego w Charkowie. Odbywał studia na Wydziale Filozoficznym Uniwersytetu Fryderyka Wilhelma w Berlinie.
W czasie I wojny światowej służył w armii niemieckiej. W lipcu 1917 został skierowany do pełnienia służby w szeregach policji wojennej w Lille.
Razem z ojcem i bratem wziął udział w powstaniu wielkopolskim.
8 stycznia 1924 został zatwierdzony w stopniu porucznika rezerwy ze starszeństwem z 1 czerwca 1919 i 4813. lokatą w korpusie oficerów piechoty. Posiadał przydział w rezerwie do 67 pułku piechoty w Brodnicy. W 1934, jako oficer pospolitego ruszenia pozostawał w ewidencji Powiatowej Komendy Uzupełnień Toruń. Posiadał przydział do Oficerskiej Kadry Okręgowej Nr VIII. Był wówczas „przewidziany do użycia w czasie wojny”.
W latach 1920–1924 studiował na Wydziale Prawno-Ekonomicznym Uniwersytetu Poznańskiego. Od 1926 był sędzią sądu grodzkiego w Poznaniu, następnie sądu powiatowego i sądu okręgowego. Od 1937 pełnił funkcję wiceprezesa, a następnie prezesa sądu okręgowego w Katowicach. W tym czasie tworzy w Katowicach Śląskie Towarzystwo Miłośników Książki i Grafiki, którego został przewodniczącym.
Należał do Toruńskiego Towarzystwa Naukowego, był współzałożycielem i członkiem zarządu Konfraterni Artystycznej, redaktorem „Teki Pomorskiej", sekretarzem i skarbnikiem Towarzystwa Bibliofilów im. Joachima Lelewela, prezesem Stowarzyszenia Polsko-Francuskiego.
Po wybuchu II wojny światowej i agresji ZSRR na Polskę z 17 września 1939 został aresztowany przez funkcjonariuszy NKWD w Tarnopolu. Następnie miał być także przetrzymywany w obozie Pawliszczew Bor. Na wiosnę 1940 został zamordowany przez NKWD w Bykowni. Jego nazwisko znalazło się na tzw. Ukraińskiej Liście Katyńskiej opublikowanej w 1994 (został wymieniony na liście wywózkowej 41/2-12 oznaczony numerem 2274). Został pochowany na otwartym w 2012 Polskim Cmentarzu Wojennym w Kijowie-Bykowni.

## Publikacje
- Franciszek Ksawery Tuczyński, wielkopolski pisarz ludowy (w 40 rocznicę jego śmierci) 1890-1930 (1932)
- Moje wspomnienia z Lille z czasu okupacji niemieckiej 1917–1918. Toruń: Nakładem Stowarzyszenia Polsko-Francuskiego w Toruniu, 1933.
- Wojtuszka. Wspomnienie o chłopie wielkopolskim (1935)
- Sądownictwo polskie na Śląsku 1922–1937. Katowice: Nakładem Oddziału Śląskiego Zrzeszenia Sędziów i Prokuratorów R.P., 1939.

## Ordery i odznaczenia
- Krzyż Walecznych[16]
- Medal Niepodległości – 16 marca 1933 „za pracę w dziele odzyskania niepodległości”[17][18][19]